# Elif Şahin
Elif Şahin (19 de gener de 2001) és una jugadora de voleibol turca. Va començar a jugar a voleibol professional al Karayollarıspor d'Ankara, capital de Turquia. Tot i que va signar un contracte amb l'Eczacıbaşı d'Istanbul, el 2018, el seu nou club va cedir-la al Karayollarıspor per dues temporades més, per guanyar experiència. També és integrant de l'equip A de la selecció nacional turca. La seva germana, Saliha Şahin, també es jugadora de voleibol i pertany al club esportiu Eczacıbaşı.